# Michael Ball (piłkarz)
Michael John Ball (ur. 2 października 1979 w Liverpoolu) – angielski lewy obrońca.

## Kariera klubowa
Ball zaczynał swoją profesjonalną karierę w Evertonie, debiutując w pierwszym składzie już w wieku 17 lat (1997 rok). W 2001 roku trafił za 6,5 miliona funtów do Rangers, w grudniu 2001 roku doznał kontuzji kolana, przez co musiał pauzować przez 18 miesięcy. W sezonie 2004/05 wraz z Rangers Ball sięgnął po mistrzostwo i Puchar Szkocji. Po sezonie Ball trafił do PSV Eindhoven, spędził tam półtora sezonu, po czym w styczniu 2007 roku wrócił do Anglii, a konkretnie do Manchesteru City, podpisując krótkoterminowy kontrakt. W lipcu 2007 roku Ball przedłużył swój kontrakt do końca 2009 roku.

### Everton
Jako uczeń Ball występował w młodzieżowych drużynach Liverpool F.C., grając z takimi zawodnikami jak Michael Owen czy Steven Gerrard. W latach 1994–1996 uczęszczał do szkółki piłkarskiej w Lilleshall, po czym trafił do Evertonu. Swój pierwszy seniorski mecz rozegrał w kwietniu [997 roku, wchodząc z ławki rezerwowych w meczu z Tottenhamem, tydzień później w meczu z West Ham United zaliczył swój debiut w pierwszym składzie The Tofees. Ball rokował nadzieje na świetnego obrońcę, co nie umknęło uwadze selekcjonera reprezentacji Anglii, Erikssona. Debiut w drużynie narodowej zaliczył w towarzyskim spotkaniu rozegranym w lutym 2001 roku przeciwko Hiszpanii, zmieniając w drugiej połowie Chrisa Powella.

### Rangers
W 2001 roku Ball opuścił Everton, który borykał się wtedy z problemami finansowymi. Mimo że miał oferty z Premiership, wybrał lukratywną ofertę Rangers. Szkoci zapłacili za niego 6,5 miliona funtów. W grudniu 2001 roku po 11 występach w barwach The Gers doznał kontuzji kolana, która wyłączyła go z gry na 18 miesięcy. Do pierwszego składu Rangers powrócił w sezonie 2003/04. W sezonie 2004/05 Ball wraz z Rangers sięgnął po Mistrzostwo i Puchar Szkocji.

### PSV Eindhoven
W 2005 roku Ball za symboliczną opłatą trafił do PSV Eindhoven, ponieważ władze Rangers chciały pozbyć się zawodników z wysokimi pensjami. Z PSV Ball podpisał dwuletni kontrakt. Mimo zdobycia Mistrzostwa Holandii na początku sezonu 2006/07, nowy trener PSV, Ronald Koeman uznał go za niepotrzebnego w zespole.

### Manchester City
31 stycznia 2007 roku podpisał on kontrakt z Manchesterem City. Dziesięć dni później zaliczył swój debiut w nowej drużynie w meczu z Portsmouth F.C., a swojego pierwszego gola dla Man City, strzelił 18 lutego w meczu 5. rundy Pucharu Anglii. 5 maja w meczu przeciwko Manchesterowi United. Ball stanął na brzuchu Cristiano Ronaldo, ale sędzia przeoczył ten incydent. Jednak FA zawiesiło go za ten wybryk do końca sezonu. W sezonie 2008/2009 wystąpił w ośmiu ligowych meczach, zaś w lipcu, po wygaśnięciu kontraktu opuścił klub.

### Leicester City
W lipcu 2011 roku podpisał kontrakt z Leicester City. Jego kontrakt został rozwiązany 24 stycznia 2012, w związku z homofobicznymi wiadomościami wysłanymi na Twitterze do aktora Antony'ego Cottona.